# Ellegarden
Ellegarden (im Original in Versalien) ist eine japanische J-Rock-Band, die von 1998 bis 2008 aktiv war. Nach einer zehnjährigen Pause kündigen sie ihre Rückkehr im Mai 2018 an.

## Besetzung
Ellegarden besteht aus Takeshi Hosomi (細美武士; Gesang, Gitarre, Komposition), Shin’ichi Ubukata (生形真一; Gitarre), Yūichi Takada (高田雄一; Bass) und Hirotaka Takahashi (高橋宏貴; Schlagzeug).

## Geschichte
Die Band wurde am 31. Dezember 1998 gegründet. Ihr erstes Mini-Album aus eigener Produktion namens Stupid wurde im Mai 2000 verkauft. Später wurden sie vom japanischen Indie-Label Dynamord unter Vertrag genommen, bei dem sie am 23. Mai 2001 mit ihrem Album ELLEGARDEN ihr Debüt gaben. Wichtige Konzerte von Ellegarden waren unter anderem der Auftritt im Vorprogramm der von der kanadischen Rockband Sum 41 veranstalteten SUM 41 Japan Tour 2005 in der Saitama Super Arena am 26. Februar 2005 oder das Konzert in der Internationalen Ausstellungshalle 9, 10, 11 (国際展示場 9, 10, 11) der Makuhari Messe am 24. März 2006 vor etwa 3000 Zusehern. Ihr letztes Konzert vor der Auflösung fand am 7. September 2008 in der Shinkiba Studio Coast in Tokio statt.
Im Mai 2018 kündigten sie ihre Rückkehr mit der Tour "THE BOYS ARE BACK IN TOWN TOUR 2018" an. Diese fand im August statt und umfasste Auftritte in Tokio, Sendai und Chiba. Unterstützt wurden sie hierbei von der japanischen Rockband ONE OK ROCK.
2022 veröffentlichten sie nach 16 Jahren ihr sechstes Studioalbum mit dem Namen The End of Yesterday. Aus diesem sind bisher zwei Singles entstanden –  Mountain Top und Strawberry Margarita.
Mit der britischen Rockband Feeder tourte die Band 2025 erst durch Asien und anschließend erstmals durch Europa. Im Mai fand das erste Konzert in Deutschland (Köln) statt.

## Diskografie

### EPs
- 2001: Ellegarden
- 2002: My Own Destruction

### Studioalben
- 2002: Don’t Trust Anyone but Us
- 2003: Bring Your Board!!
- 2004: Pepperoni Quattro
- 2005: Riot on the Grill
- 2006: Eleven Fire Crackers
- 2022: The End of Yesterday

### Kompilationen
- 2008: Ellegarden Best 1999–2008

### Singles
- 2000: Stupid
- 2001: Bare Foot
- 2002: Yubiwa (指輪)
- 2003: Jitābagu (ジターバグ)
- 2004: Missing
- 2005: Space Sonic
- 2006: Salamander
- 2022 Mountain Top
- 2022 Strawberry Margarita